# حقوق ال‌جی‌بی‌تی در ماداگاسکار
افراد لزبین، همجنس‌گرا، دوجنس‌گرا و تراجنسیتی (LGBT) در ماداگاسکار با چالش‌های قانونی مواجه هستند که ساکنان غیر دگرباشان با آن مواجه نیستند.

## قانون مربوط به فعالیت جنسی همجنسگرایان
فعالیت جنسی همجنسگرایان در میان افراد حداقل ۲۱ سال در ماداگاسکار قانونی است. قانون مجازات برای اعمالی که با افراد همجنس زیر ۲۱ سال انجام می‌شود، مجازات حبس از دو تا پنج سال و جریمه نقدی از ۲ تا ۱۰ میلیون آریاری (۹۰۰ تا ۴۵۰۰ دلار آمریکا) را سبب می‌شود.

## به رسمیت شناختن اتحادیه‌های همجنس گرایان
ماداگاسکار ازدواج همجنس گرایان یا اتحادیه‌های مدنی را به رسمیت نمی‌شناسد.

## فرزندخواندگی و تشکیل خانواده
فقط زوج‌های متأهل و دگرجنس‌گرا می‌توانند در ماداگاسکار بچه‌دار شوند.

## حمایت از تبعیض
قوانین ماداگاسکار تبعیض با توجه به گرایش جنسی یا هویت جنسی را منع نمی‌کند.

## شرایط زندگی
گزارش حقوق بشر وزارت امور خارجه ایالات متحده در سال ۲۰۱۱ نشان داد که «تبعیض عمومی اجتماعی علیه جامعه دگرباشان جنسی وجود دارد» و «گرایش جنسی و هویت جنسیتی به‌طور گسترده در کشور مورد بحث قرار نگرفته‌است، با نگرش‌های عمومی متفاوت است. رفتارهایی شامل پذیرش ضمنی تا طرد خشونت‌آمیز، به ویژه میان کارگران تراجنسیتی مشاهده می‌شود. این گزارش همچنین نشان داد که «کارگران جنسی دگرباشان اغلب آماج تهاجم، از جمله توهین لفظی، پرتاب سنگ و حتی قتل بودند. در سال‌های اخیر، آگاهی از «رژه همجنس‌گرایان» از طریق قرار گرفتن در معرض رسانه‌های با رویکرد مثبت در قبال این مسئله افزایش یافته‌است، اما نگرش‌های کلی تغییر نکرده‌است.»
در دسامبر ۲۰۱۹ قانونی برای مجازات خشونت مبتنی بر جنسیت تصویب شد. با این وجود، نورو راواوزانانی، جامعه‌شناس و رئیس سابق شورای ملی زنان ماداگاسکار، خاطرنشان می‌کند که «جامعه مالاگازی آماده حرکت در راستای حقوق همجنس‌گرایان نیست. برابری جنسیتی در سال ۲۰۲۰ حتی در محافل روشنفکری یک چالش است.
در سال ۲۰۲۰، یک زن ۳۳ ساله به دلیل تجاوز قانونی به یک زن ۱۹ ساله، پس از شکایت مادرش دستگیر شد. یک قانون «هر کس که با فردی از جنس خود که زیر ۲۱ سال است مرتکب عمل ناشایست یا غیرطبیعی شده باشد، مجازات حبس دارد». مادر می‌خواست انتقام تصمیم دخترش برای شکایت از پدرش را که به او تجاوز کرده بود، بگیرد. کمپینی برای حمایت از این زوج در شبکه‌های اجتماعی سازماندهی شد، در حالی که نورو روواوزانانی اعلام کرد که "افتضاح بود که مادر از دخترش در برابر این رسوایی دفاع نکرد. . . . این انتقام از سوی مادر و راهی برای سرپوش گذاشتن بر اتهام زنای با محارم و تجاوز جنسی است». در شبکه‌های اجتماعی حامیان این زوج قربانی توهین و تهدید به مرگ می‌شوند. رهبران مذهبی که آنها را به «ترویج همجنسگرایی» متهم می‌کنند، برای این زن جوان نیز تبدیل درمانی می‌کنند. اگرچه همجنس‌گرایی در ماداگاسکار غیرقانونی نیست، اما همچنان به عنوان یک موضوع حساس باقی مانده‌است که به شدت توسط جامعه مالاگاسی محکوم می‌شود.
در اوایل ژوئیه ۲۰۲۱، دولت مالاگاسی یک مهمانی دگرباشان جنسی را که در یک بار در آنتاناناریوو برگزار شده بود، به دلیل «تحریک به هرزگی» لغو کرد.

## جدول جمع‌بندی
| رابطه جنسی همجنس قانونیست | (همواره قانونی) |
| برابر با سن رضایت         | [ ۷ ]           |